# Меріленд
Ме́ріленд (також Ме́риленд, англ. Maryland, МФА:[mɛɹɨlənd] або [mɛrələnd]) — штат на сході США, один з так званих середньоатлантичних штатів і один з 13 штатів, які здійснили Американську революцію. Населення — 6 052 177 осіб (19-е місце серед штатів; оцінка 2017 р.). Столиця — Аннаполіс, найбільше місто — Балтимор.
Офіційні прізвиська:
- «Штат старого кордону» (Old Line State)
- «Штат-кокарда» (Cockade State)
- «Вільний штат» (Free State). Таку назву штату дала одна з балтиморських газет у 20-х роках XX століття під час дії 18 поправки до Конституції США, вводячи «сухий закон» на території країни. Тоді штат Меріленд першим заявив про те, що не хоче підкорятися забороні на продаж і виробництво алкоголю, тобто хоче бути вільним.[9]

## Історія
У 1524 р. на східному узбережжі Північної Америки побував Джованні да Верразано на чолі французької експедиції. У 1526 р. у Чесапікську затоку прибули іспанці.
Першим з англійців цей район досліджував капітан Джон Сміт з Вірджинії в (1608). У 1631 р. Вільям Клерборн заснував тут перше торгове поселення.
У 1632 р. Карл I надав Джорджу Калверту, ірландському барону Балтимору, патент на заселення земель між 40-ю паралеллю і північним берегом Потомака — майбутньої провінції Меріленд. Цього ж року барон помер, і земля дісталася його синові, Келіціусу Калверту. 25 березня 1634 року англійські колоністи заснували тут поселення Свята Марія, назване на честь небесної покровительки королеви Генрієтти Марії.
У 1649 р. законодавчі збори колонії ухвалили перший в Америці закон, що проголосив свободу віросповідання, Мерілендський акт про віротерпимість. З 1692 по 1715 р. Мерілендом управляли королівські губернатори. У 1694 р. столиця провінції була перенесена у Провіденс, який у 1708 р. був перейменований на Аннаполіс на честь королеви Анни Стюарт.
У 1715 р. провінція знову перейшла в управління Калверта. Для залагодження територіальних розбіжностей між Мерілендом і Пенсильванією правителі колоній, Калверт і Пенн, призначили двох чиновників, Чарлза Мейсона і Джеремі Діксона, які провели межу між колоніями. Відтоді Лінія Мейсона — Діксона вважається фактичним кордоном між південними та північними штатами США.
У 1765 р. громадяни Меріленду виступили проти Закону про гербовий збір. 3 липня 1776 р. Меріленд оголосив, що більше не підпорядковується королю, а через чотири місяці став першою з колоній, що прийняла як штат власну конституцію. Хоча бойових дій на території штату не було, бійці з Меріленду активно брали участь у Війні за незалежність.
28 квітня 1788 р. Меріленд став сьомим за рахунком штатом США. У 1791 р. влада штату виділила землі федеральному уряду, щоб створити столичний округ Колумбія і місто Вашингтон.
Під час війни 1812–1814 р. англійці намагалися захопити Балтимор і піддали обстрілу форт Мак-Генрі, який захищав місто. Саме тоді Френсіс Скотт Кі написав поему «Оборона Форту Мак-Генрі», що пізніше стала словами національного гімну США.
Під час Громадянської війни позиції жителів Меріленду розділилися. Після того як Вірджинія вийшла зі Спілки, президент Лінкольн ввів у Меріленді військове правління, щоб не допустити відділення штату, розташованого поблизу міста Вашингтона. У штаті відбулися кровопролитні битви (Битва у Південних Горах, Битва при Ентітеме, Битва при Хаперс-Феррі та Битва на Монокасі).

## Географія і клімат
Площа Меріленду — 32 133 км² (42-е місце серед штатів), з них близько 21 % припадає на воду. Штат розташований на берегах Чесапікської затоки. Його територія ділиться на Східний берег (на півострові Делмарва) і Західний берег. На півночі Меріленд межує з Пенсільванією уздовж лінії Мейсона-Діксона; на північному сході — з Делавером, на півдні та на заході — з Вірджинією і Західною Вірджинією (кордон проходить вздовж Потомака, а також зі столичним округом Колумбія. На сході територія омивається водами Атлантичного океану. Східні області Меріленду складають Прибережну низовину, на заході розташована так звана «Лінія водоспадів». Клімат помірний, вологий.

## Населення

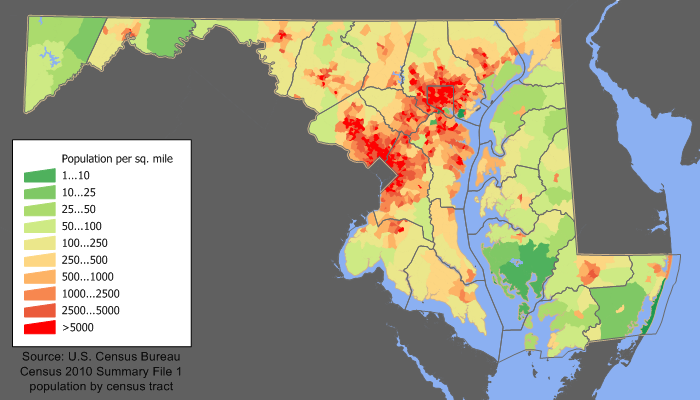
Карта густоти населення

За даними Бюро перепису населення США, на 1 липня 2011 року населення штату становило 5 828 289 осіб; порівняно з даними перепису 2010 року приріст склав 0,95 %. Велика частина населення проживає в центральній частині штату, в агломераціях Балтимора й Вашингтона. За даними на 2006 рік, 645 744 осіб, що проживають у штаті, народилися за межами США. Це головним чином уродженці Латинської Америки та країн Азії. У Меріленді проживає найбільша в країні корейська діаспора.
Расовий склад: білі (66,99 %), афроамериканці (29,02 %), азійці (4,53 %), корінні американці (0,76 %), океанійців (0,12 %). Біле населення представлене головним чином нащадками німецьких, ірландських, англійських та італійських емігрантів. Близько 82 % населення сповідують християнство; 4 % — юдаїзм; 0,1 % — іслам; 1 % — інші релігії; близько 11 % населення заявили про свою нерелігійність.
Динаміка чисельності населення:
- 1940: 1 821 244 осіб
- 1950: 2 343 001 ос.
- 1960: 3 100 689 ос.
- 1970: 3 922 399 ос.
- 1980: 4 216 975 ос.
- 1990: 4 781 468 ос.
- 2000: 5 296 486 ос.
- 2010: 5 773 552 ос.

Мовний склад населення (2010) 
| Мови             | Частка людей старше 5 років, % |
| ---------------- | ------------------------------ |
| Англійська       | 84,04                          |
| Іспанська        | 6,47                           |
| Французька       | 0,89                           |
| Китайська        | 0,82                           |
| Корейська        | 0,73                           |
| Кру, ібо, йоруба | 0,57                           |
| Тагальська       | 0,52                           |
| Німецька         | 0,42                           |
| Російська        | 0,37                           |
| В'єтнамська      | 0,36                           |
| інші             | 4,81                           |

### Злочинність і безпека
У штаті Меріленд вищий рівень злочинності (4,7), ніж у середньому по країні (3,7), але найбезпечніші міста знаходяться значно нижче по рейтингу США. 90 % усіх міст у штаті маюсь менш ніж 2,0 випадків на 1000 осіб, що становить менш як 20 загальних злочинів, пов'язаних з насильством.
У 2019 році в штаті було зафіксовано 151 184 злочинів:
- 28 320 — насильство;
- 122 864 — крадіжки;

## Економіка

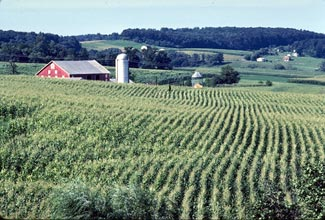
Сільський пейзаж в окрузі Керролл

За даними Бюро економічного аналізу, ВВП Меріленду у 2005 р. склав $ 246 млрд (15-е місце серед штатів). У величезній мірі сучасна економіка Меріленду залежить від сфери послуг, транспорту, будівництва та інформаційних технологій (позначається близькість до столиці держави та наявність великих морських портів). Крім того, у Меріленді розквартировані багато федеральних організації, зокрема NASA, Агентство національної безпеки (NSA), Комісія з безпеки споживчих продуктів, Управління з контролю за продуктами та ліками (FDA) тощо. У штаті є значні поклади вугілля, але його видобуток значно впав з початку XX століття. Є підприємства з видобутку каменю та піску. Розвинене сільське господарство, зокрема тютюнництво.

## Транспорт
- Балтиморський метрополітен
- Вашингтонський метрополітен

## Найбільш відомі освітні установи

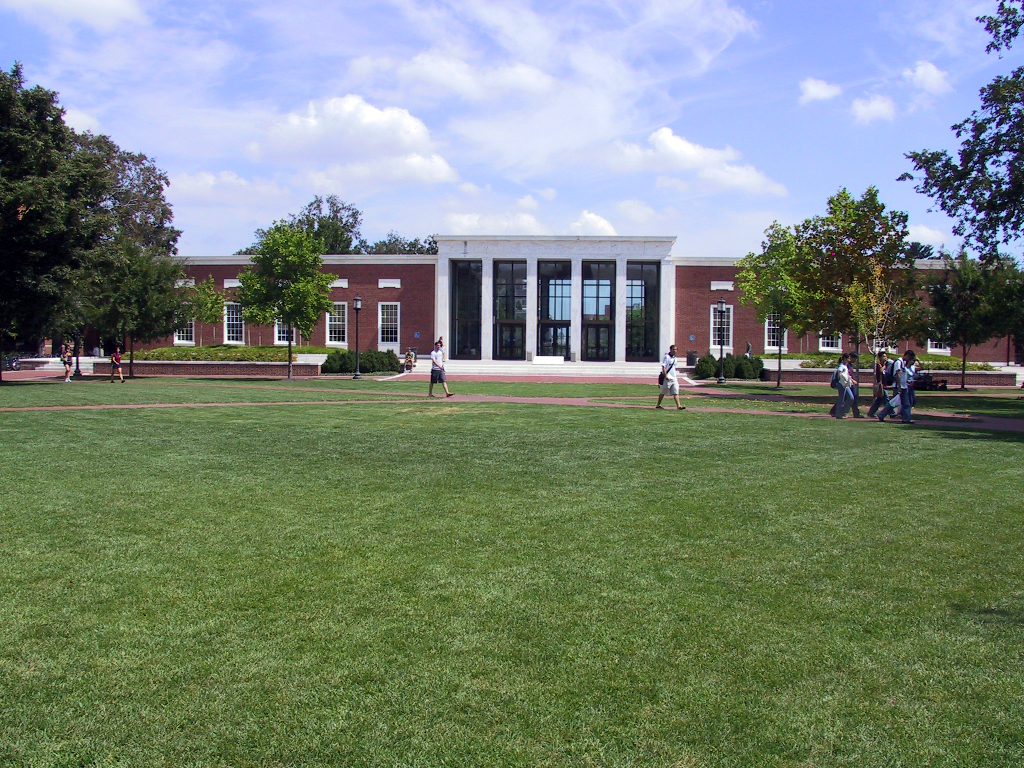
Ейзенхауерівська бібліотека

- Мерілендський університет в Коледж-Парку

## Області-побратими
- провінція Аньхой (кит.: 安徽), Китай
- провінція Кенсан-Намдо (кор. 경상남도, 庆尙南道), Південна Корея
- Ліберія (англ. Liberia)
- Лодзинське воєводство (пол. Województwo łódzkie), Польща
- префектура Канагава (яп. 神奈川 県), Японія
- штат Ріо-де-Жанейро (порт. Estado do Rio de Janeiro), Бразилія
- регіон О-де-Франс (фр. Hauts-de-France), Франція
- штат Халіско (ісп. Jalisco), Мексика
- Естонія (ест. Eesti)
- Ленінградська область, Росія